# جويل ميلبورن
جويل ميلبورن (بالإنجليزية: Joel Milburn)‏ هو منافس ألعاب قوى أسترالي، ولد في 17 مارس 1986 في سيدني في أستراليا.

## وصلات خارجية
- جويل ميلبورن على موقع الاتحاد الدولي لألعاب القوى (الإنجليزية)
- جويل ميلبورن على موقع النتائج التاريخية لألعاب القوى الأسترالية (الإنجليزية)
- جويل ميلبورن على موقع اللجنة الأولمبية الدولية (الإنجليزية)
- جويل ميلبورن على موقع أوليمبيديا (الإنجليزية)
- جويل ميلبورن على موقع اللجنة الأولمبية الأسترالية (الإنجليزية)